# Ołyka (gmina)
Ołyka – dawna gmina wiejska istniejąca do 1939 roku w woj. wołyńskim (obecnie na Ukrainie). Siedzibą gminy była Ołyka (stanowiąca odrębną gminę miejską), a następnie Turczyn.
W okresie międzywojennym gmina Ołyka należała do powiatu dubieńskiego w woj. wołyńskim. 1 stycznia 1925 roku gmina została wyłączona z powiatu dubieńskiego i przyłączona do powiatu łuckiego. Z dniem 1 kwietnia 1934 roku do gminy przyłączono fragment gminy miejskiej Ołyka.
Według stanu z dnia 4 stycznia 1936 roku gmina składała się z 29 gromad. Po wojnie obszar gminy Ołyka został przez okupanta rosyjskiego odłączony od Polski i włączony do Ukraińskiej SRR.